# Aleksej Koerbatov
Aleksej Joerevitsj Koerbatov (Russisch: Алексей Юрьевич Курбатов; Voronezj, 9 mei 1994) is een Russisch wielrenner die in 2016 reed voor Gazprom-RusVelo.
In 2016 werd Koerbatov als vervanger voor Ilnoer Zakarin geselecteerd voor de wegwedstrijd op de Olympische Spelen in Rio de Janeiro, die hij niet uitreed.

## Overwinningen

### Baan
| Jaar     | RK                   | EK                   | WK                   | Overig   |
| Junioren | Junioren             | Junioren             | Junioren             | Junioren |
| -------- | -------------------- | -------------------- | -------------------- | -------- |
| 2012     |                      |                      | Ploegenachtervolging |          |
| Elite    |                      |                      |                      |          |
| 2013     | Ploegenachtervolging |                      |                      |          |
| 2014     |                      | Ploegenachtervolging |                      |          |
| 2015     |                      |                      |                      |          |
| 2016     |                      |                      |                      |          |
| 2017     |                      | Ploegenachtervolging |                      |          |

## Ploegen
- 2013 –  Helicopters
- 2014 –  Russian Helicopters
- 2015 –  RusVelo (vanaf 1-7)
- 2016 –  Gazprom-RusVelo

Andrejev · Antonov · Grigoriev · Jevtoesjenko · Koerbatov · Koestadintsjev · Komin · I. Kovaljov · J. Kovaljov · Leonov · Lobanov · Nytsj · Savitski · Sazanov · Tsjoersin · Zoebov
Arslanov · Balykin · Bojev · Firsanov · Foliforov · Ignatenko · Jersjov · Jevtoesjenko · Koerbatov · Koestadintsjev · Komin · Majkin · Nikolajev · Nytsj · Ovetsjkin · Pozdnijakov · Rybakov · Savitski · Serov · Solomennikov · Stasj
Arslanov · Bojev · Firsanov · Foliforov · Jersjov · Jevtoesjenko · Koerbatov · Koestadintsjev · Kolobnev · Majkin · Manakov · Nikolajev · Nytsj · Ovetsjkin · Rybalkin · Savitski · Serov · Sjaloenov · Solomennikov · Stasj · Svesjnikov · Zakarin